# Cañamaque
Cañamaque ist ein Ort und eine Gemeinde (municipio) mit nur noch 27 Einwohnern (Stand: 2024) im Norden der Provinz Soria in der Autonomen Gemeinschaft Kastilien-León. Die Gemeinde gehört zur bevölkerungsarmen Serranía Celtibérica. 

## Lage
Cañamaque liegt in der von Felsen und Hügeln durchsetzten Hochebene (meseta) im Norden der Provinz Soria in einer Höhe von ca. 960 m. Die Entfernung zur nordnordwestlich gelegenen Provinzhauptstadt Soria beträgt knapp 41 km (Fahrtstrecke). Das Klima ist gemäßigt; Regen (ca. 455 mm/Jahr) fällt überwiegend im Winterhalbjahr.

## Bevölkerungsentwicklung
| Jahr      | 1970 | 1981 | 1991 | 2001 | 2011 | 2021 |
| Einwohner | 168  | 94   | 68   | 44   | 32   | 32   |

Die zunehmende Mechanisierung der Landwirtschaft, die Aufgabe bäuerlicher Kleinbetriebe (Höfesterben) und der daraus resultierende Verlust an Arbeitsplätzen haben in hohem Maße zum deutlichen Rückgang der Bevölkerung beigetragen (Landflucht).

## Sehenswürdigkeiten
- Johannes-der-Täufer-Kirche